# Giải bóng đá vô địch quốc gia Quần đảo Solomon 2003
 Giải bóng đá vô địch quốc gia Quần đảo Solomon 2003 hay Solomon Islands National Club Championship 2003 là mùa giải đầu tiên của Giải bóng đá vô địch quốc gia Quần đảo Solomon ở Quần đảo Solomon. Koloale giành chức vô địch trong mùa giải đầu tiên. Tất cả các trận đấu đều diễn ra ở sân vận động trên sườn đồi Lawson Tama Stadium, với sức chứa khoảng 20.000 chỗ ngồi.

## Đội bóng
- Auki Kingz
- Banika Bulls
- Husa FC
- Koloale FC
- Kuara FC
- Mareeba Bulls
- Senga FC
- TNT FC

## Bảng

### Bảng A
| XH | Đội        | St | T | H | B | BT | BB | HS | Đ |
| -- | ---------- | -- | - | - | - | -- | -- | -- | - |
| 1  | Auki Kingz | 3  | 3 | 0 | 0 | 6  | 2  | +4 | 9 |
| 2  | Senga FC   | 3  | 1 | 1 | 1 | 4  | 5  | -1 | 4 |
| 3  | Kuara FC   | 3  | 1 | 0 | 2 | 6  | 5  | +1 | 3 |
| 4  | Husa FC    | 3  | 0 | 1 | 2 | 4  | 8  | -4 | 1 |

### Bảng B
| XH | Đội           | St | T | H | B | BT | BB | HS  | Đ |
| -- | ------------- | -- | - | - | - | -- | -- | --- | - |
| 1  | Koloale FC    | 3  | 3 | 0 | 0 | 20 | 3  | +17 | 9 |
| 2  | Banika Bulls  | 3  | 1 | 1 | 1 | 10 | 5  | +5  | 4 |
| 3  | Mareeba Bulls | 3  | 1 | 1 | 1 | 5  | 9  | -4  | 4 |
| 4  | TNT FC        | 3  | 0 | 0 | 3 | 2  | 20 | -18 | 0 |

## Vòng đấu loại trực tiếp

### Bán kết
| Auki Kingz | 4-3 | Banika Bulls |
| ---------- | --- | ------------ |
|            |     |              |

| Koloale | 13-1 | Senga FC |
| ------- | ---- | -------- |
|         |      |          |

### Tranh hạng ba
| Senga FC | 3-2 | Banika Bulls |
| -------- | --- | ------------ |
|          |     |              |

### Chung kết
| Koloale | 4-0 | Auki Kingz |
| ------- | --- | ---------- |
|         |     |            |